# Redacted (Also Eden)
Redacted is een studioalbum van de Britse rockband Also Eden. Ten opzichte van het vorige studioalbum Think of the children! zijn er (weer) personeelswisselingen geweest. Bij dit album deed grondlegger van de band Ian Hodson niet meer mee. De ontvangst binnen de progressieve rock was positief, al werd direct aangetekend dat de band zwaar leunde op de stijlen van Rush en Marillion

## Musici
- Rich Harding – zang
- Si Rogers – gitaar, achtergrondzang
- Graham Lane – basgitaar, baspedalen
- Howard Sinclair – toetsinstrumenten, lap steelguitar
- Lee Nicholas – slagwerk, percussie

Met
- Andy Davies – aanvullende toetsinstrumenten

## Muziek
| Nr. | Titel              | Duur |
| --- | ------------------ | ---- |
| 1.  | Red river          | 7:18 |
| 2.  | Endless silence    | 5:15 |
| 3.  | Distortion field   | 5:24 |
| 4.  | A lonely idea      | 7:19 |
| 5.  | Chronologic        | 7:06 |
| 6.  | The test           | 4:47 |
| 7.  | Extend and embrace | 5:15 |
| 8.  | Decoded            | 5:38 |